# Bonyhády Gyula
Bonyhádi Bonyhády Gyula Vilmos Adolf Ferenc (született: Perczel) (Bonyhád, 1817. április 7. – Bonyhád, 1898. március 5.) magyar földbirtokos köznemes, köztisztviselő, több vármegye főispánja, megyefőnöke, titkos tanácsos.

## Élete
A neves dunántúli római katolikus nemesi származású bonyhádi Perczel család sarja. Édesapja Perczel János (1789–1825), a toszkánai nagyherceg dragonyos hadnagya, földbirtokos, édesanyja pedig az ugyancsak nemesi származású jobaházi Dőry Alojzia (1792–1822). Szüleit korán elvesztve édesapja unokatestvére, Perczel Imre (1805–1873) vette át nevelését. Pécsre került, ahol a jogi liceum elvégzése után Tolna vármegye tiszteletbeli aljegyzőjévé választották 1836-ban. 1840-ben már a Völgységi járás alszolgabírája, majd 1843-tól ugyanott főszolgabíró lett. Az 1848–49-es forradalom idején felállította a bonyhádi nemzetőrséget, melynek egyszersmind kapitánya is lett. Még 1848 év végén mint a vármegyei önkéntesek lovaskapitányát Eszékre vezényelték, ahol mint várvédő szolgált hónapokon keresztül. Baranya és Tolna vármegye császári megszállását követően azonban megtagadta korábbi szolgálatát és a császári kormányzathoz szegődött. 1849 és 1851 között ismét völgységi járásbíró volt, miközben 1850-ben családnevét belügyminiszteri engedéllyel Bonyhádyra változtatta. 1850-ben Békés vármegye megyefőnökévé nevezték ki, és miután vármegyéjét egyesítették Csanáddal, így annak is megyefőnöke lett. 1853-tól tagja lett a nagyváradi kerület alhelytartósági választmányának és helytartósági tanácsosi címet kapott. 1854-ben érdemei elismeréséül a Ferenc József-rend kiskeresztjét adományozták neki. 1855-ben a nagyváradi kerület úrbéri főtörvényszékének elnöke lett, de már a következő év elején Vas vármegye főispáni székébe helyezték át. Uralkodói döntés értelmében 1864-ben visszakerült Békés vármegye élére, de Ferenc József már egy év múlva fel is mentette hivatalából, ezt követően pedig Bonyhády nyugállományba vonult. Élete hátralévő részét a politikától teljesen elzárkózva a bonyhádi birtokain való gazdálkodásnak szentelte.

### Kitüntetései, elismerései
- Ferenc József-rend kiskeresztje, 1854.
- császári és királyi kamarás, 1859.

### Családja
Pécsen, 1836. május 28-án feleségül vette Ráth Teréziát (1818–1904), Ráth András és Krantsach Magdolna leányát, 8 gyermekük ismeretes:
- Angelika Julianna Katalin Alojzia (1837–1865) férje: Szabó Miklós
- Oktávia Magdolna Terézia Erzsébet (1838–1865)
- Gyula Antal András (1840–1841)
- Franciska Mária Julianna (1842–1856)
- Lajos Gyula Géza (1844–1875); neje: Ráth Ilona (1852–1877), Ráth Károly leánya
- Gyula János József (1846–1926); neje: óbecsei Kollerich Vilma (1857–1897)
- János Ferenc József (1849–1883); neje: Wilhelmina Wessel (1853–1924)
- Crescentia Stefánia Klára (1857–1921)